# Солиман, Тарек
Тарек Мохамед Солиман (араб. طارق سليمان‎; род. 24 января 1962, Порт-Саид) — египетский футболист и футбольный тренер.

## Карьера

### Клубная
В 1983 году Шобаир начал профессиональную карьеру в «Аль-Масри» из своего родного города Порт-Саид. Сыграв в этой команде всю свою карьеру, он трижды доходил до финала Кубка Египта, но ни разу не смог его выиграть.

### Сборная
В 1988 году Солиман был приглашён в состав сборной Египта.
В её составе он пробился на чемпионате мира. Это был второй чемпионат, куда смогла квалифицироваться сборная Египта (впервые — на чемпионат мира 1934 года).